# Puertochico

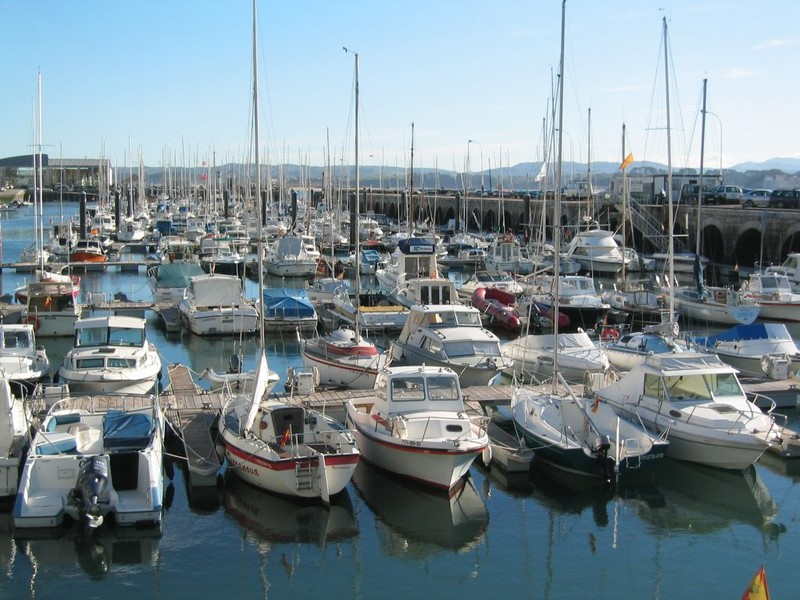
Barcos atracados en Puertochico.

Puertochico, nombrado en ocasiones como Puerto Chico, es un barrio de la ciudad de Santander (Cantabria, España) formado por un conjunto de calles en la proximidad de la dársena del mismo nombre. Lo forman principalmente la plaza de Puertochico (anteriormente llamada de Matías Montero), una parte de la calle Hernán Cortés, Castelar, Peña Herbosa, Juan de la Cosa, Bonifaz, Casimiro Sainz, Reina Victoria (la parte más noble de Puertochico) Canalejas  y Tetuán. Estas calles fueron en su mayor parte, sede de la antigua población marinera cuando aún no se había trasladado al Barrio Pesquero.

## Historia

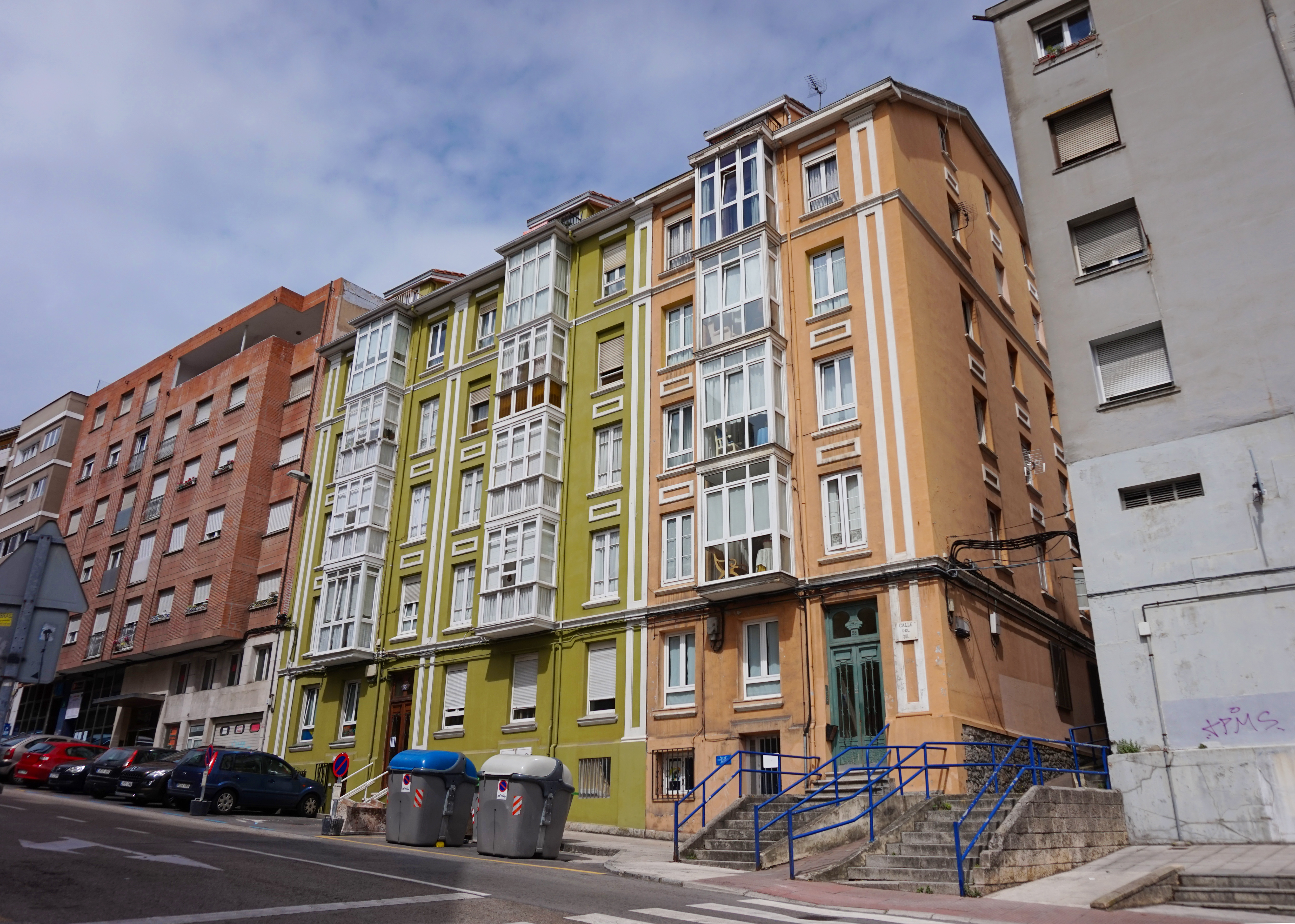
La calle del Sol, próxima a Puertochico.

Los bajos de muchas de las casas de Peña Herbosa, Bonifaz y Tetuán fueron bodegas donde, en otro tiempo, se almacenaban las artes, aparejos y los barriles de raba. A mediados del siglo XIX se proyectaron los nuevos muelles y la nueva población de Peña Herbosa y se realizaron obras de desmonte en la proximidades de Molnedo. Pero fue la dársena la que dio el nombre a esta popular zona urbana de Santander. Rafael González Echegaray escribió al respecto:

Puertochico era una dársena construida por la Unión Mercantil, casi cuadrada, abierta al sureste y con dos espigones de pocos metros que la medio cerraban. Ocupaban parte de lo que es hoy la Plaza de Matías Montero y el trozo actual de muelles y rampas junto al surtidor de gasolina.

Al ser el lugar de atraque y amarre de las embarcaciones pesqueras, gozó de un tipismo que no pasó desapercibido a los artistas y escritores del siglo XX, que como José Gutiérrez-Solana o Pancho Cossío, pintaron escenas del desembarco de la pesca y a los rudos marineros, remo al hombro, camino del muelle, donde las pescadores realizaban el trasladado hasta la almotacenía, inaguruada en 1895 y situada en pleno corazón del barrio.
Puertochico fue la última sede de los raqueros, que desaparecieron a raíz de la Guerra Civil, y fue escenario de tragedias familiares cuando las galernas producían la muerte en aquellas tripulaciones de marineros de bajura. En torno a estas calles se instalaron mesones, en los que el plato especial de la casa eran las sardinas asadas o la marmita de bonito.
José Gutiérrez Solana, en La España negra (1920), describía así la vida marinera de este barrio que recordaba de su infancia:

Desde los balcones de mi casa de vería una vista admirable: la terminación del muelle y la gran explanada de Puertochico; se veían entrar y salir los barcos y el ruido de las sirenas llegaba claro y quejumbroso, como si lo tuviera uno al lado. Se veía la enorme animación de Puertochico; las mujeres, con las piernas desnudas, abrumadas por el enorme peso de los capachos (carpanchos) llenos de plateadas sardinas, por cuyas rendijas iba escurriendo todavía agua y escamas que se las pegaban al pelo; otras iban cargadas con bonitos azulados y con reflejos metálicos, con las agallas todavía chorreando sangre, enormes y panzudos. Luego cruzaban marineros con trajes pintorescos, las boinas, sus vestiduras de hule y sus enormes botas con suela de madera, que metían mucho ruido en el empedrado, llevando a cuestas las redes llenas de plomos, corchos y los remos de las traineras.
José Gutiérrez Solana. La España negra (1920).

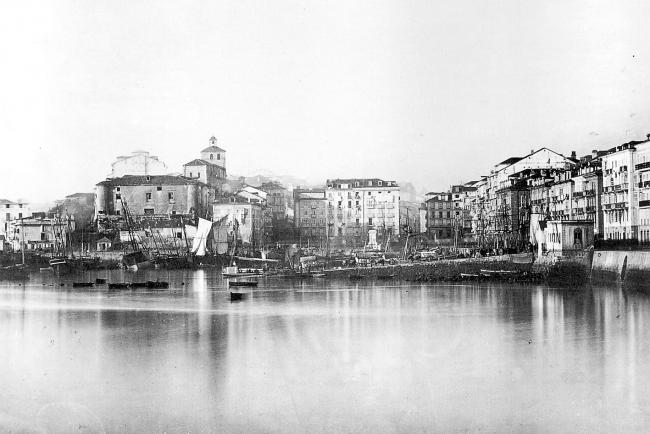
Vista del puerto en 1867 desde el final del muelle Nuevo, lo que hoy es Puertochico (fotografía de J. Laurent).

Amós de Escalante dedicó uno de sus poemas (Pragmática del bañista) a los "raqueros" que, en el paredón de "Anaos", se bañaban desnudos, igual que luego hicieron sus sucesores en Puertochico, y sobre los que escribió Víctor de la Serna, en 1955, un artículo en el diario ABC explicando el origen del término. Pero han sido sobre todo, Gerardo Diego, en Mi Santander, mi cuna, mi palabra (1961), y José del Río Sainz, los que han cantado a Puertochico: "Barcos al socaire de piedra de los arcos", escribía el primero en un poema, y "Pick" veía este puerto marinero como un cuadro de Tellaeche, el lequeitiano, con aquellos vapores de chimeneas de color (pintados por Pancho Cossío), que parecían de juguete, la sirena de la lonja, avisando la llegada de la pesca, ponía una nota de urgencia a este cuadro policromo que completaban las redes reparando las mallas de las artes sentadas sobre el muelle.

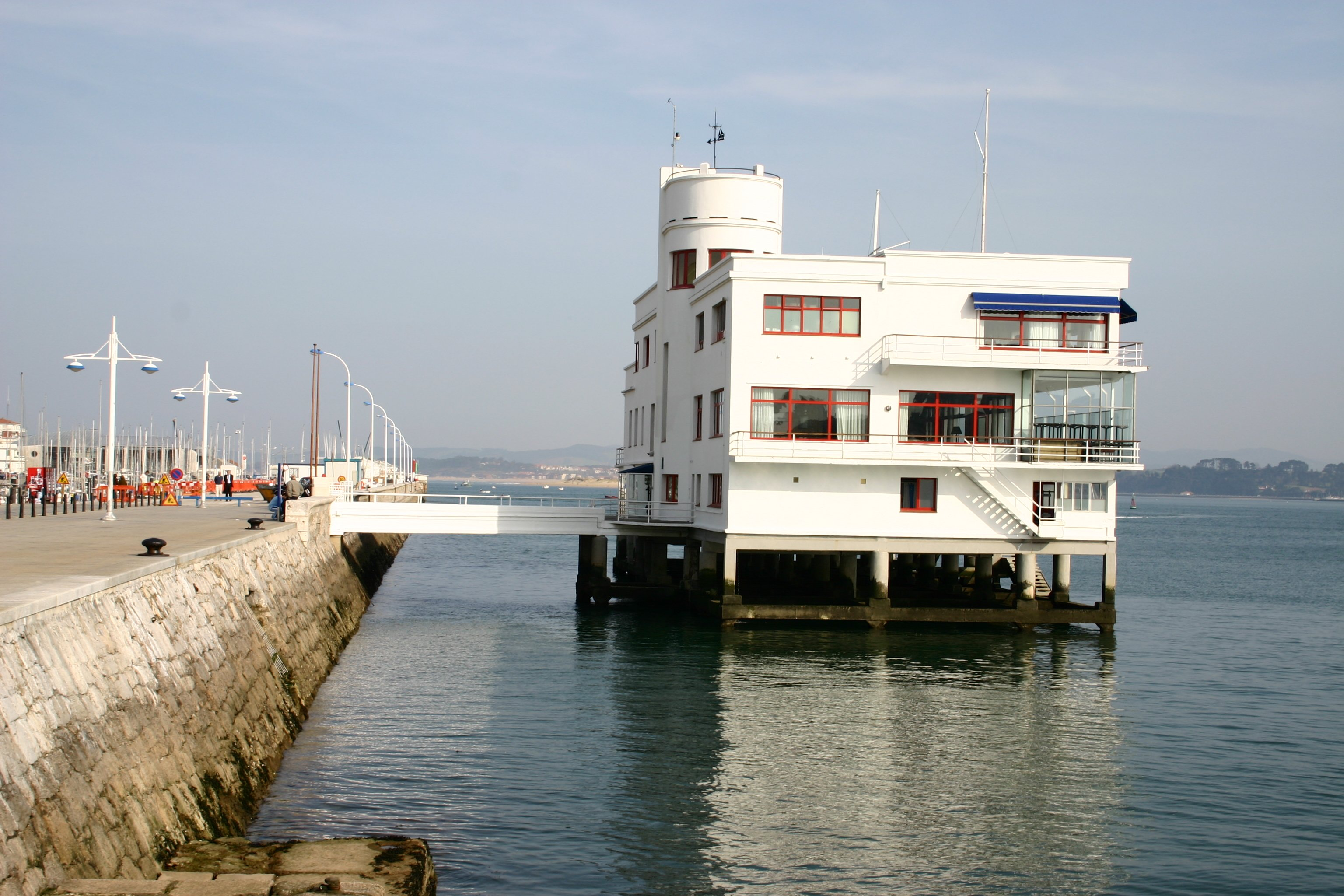
Sede del Real Club Marítimo de Santander.

Con el tiempo, Puertochico no perdió la importancia que tuvo antaño y al ser conquistada la ciudad por las fuerzas franquistas se instaló el Gobierno Civil en la casa primera de Castelar, donde estaba el Banco Vitalicio. En 1949, en las escuelas de Peña Herbosa se montó la exposición de "El Avance Montañés". La presencia próxima de la Diputación, del Museo de Prehistoria, de la antigua Estación de Biología Marina y actualmente el Centro Cultural doctor Madrazo, le han dado un carácter de enclave político y cultural que ha sabido mantener.
En la actualidad ha sido la gente joven la que ha hecho popular esta zona, como lugar de encuentro en los numerosos bares de este conjunto de calles. La conversión de la Diputación Provincial en Diputación Regional y Gobierno de Cantabria y del puerto marinero en puerto deportivo, situado junto al Club Marítimo de Santander, ha servido para continuar la tradición de esta zona de la ciudad, punto neurálgico, camino de El Sardinero, que fue, según palabras de José Simón Cabarga, "último reducto de los mareantes".